# حصار قرة باغي (سيمينة رود)
حصار قرة باغي (بالفارسية: حصارقره باغی) هي قرية تقع في إيران في قسم سیمینة رود الريفي. يقدر عدد سكانها بـ 910 نسمة بحسب إحصاء 2016.